# チェリー、ハリー&ラクエル
『チェリー、ハリー＆ラクエル』（Cherry, Harry & Raquel!）は、ラス・メイヤープロデュース、監督の1970年のアメリカ合衆国の成人向映画。
メイヤーは低予算映画『女豹ビクセン』(1968年)の成功に続いて『チェリー、ハリー＆ラクエル』を製作した。本作はメイヤー作品の常連となるチャールズ・ネイピアの初主演作品である。彼の田舎町の保安官にして麻薬密輸人という設定は1975年の『スーパーヴィクセン』で再現される。
ネイピアがラリッサ・エリーと砂漠を走るヌードシーンは、メイヤーの映画では初の正面からの男性フルヌードシーンであった。1970年の映画ではペニスの露出はまだ目新しいものであり、映画が公開されてヒットした後AP通信によって報道された。
メイヤーの映画に頻繁に出演する事になるウッシー・ディガードはアパッチ族風の裸体のミューズとしてキャスティングされた。アパッチのヘッドドレスだけを着用した物語と直接関わりのない狂言回しのカットは、主演女優が撮影途中で去ってしまったので映画の完成のために必要な20分間の映像であった。

## あらすじ
イギリス人の看護士チェリー（リンダ・アシュトン）と同棲する、アリゾナ州のメキシコとの国境に近い砂漠の田舎町の保安官ハリー（ネイピア）は麻薬絡みの副業にも手を染めていた。売春婦ラクエル（ラリッサ・エリー）と乱行の真っ最中の雇い主、フランクリン（フランク・ボルジャー）に呼び出されたハリーは、反目する麻薬密輸人、アパッチ（ジョン・ミロ）の襲撃を依頼される。不承不承依頼を受けたハリーはラクエルを家まで送る途中、彼女と肉体関係を持つ。
ハリーはラクエルのヒモで、仕事仲間のエンリケ（バート・サントス）とアパッチを待ち伏せする。2人は狡猾で手強いアパッチに手傷は負わせたらしいものの、取り逃がしてしまう。アパッチは仕返しとして、チェリーの勤務先の病院へ定期健診に来たフランクリンを襲撃する。フランクリンの呼び出しで病院に来たラクエルは、血塗れで絶命しているフランクリンを目撃し、絶叫する。麻薬密輸の仕事を請け負い砂漠を走っていたエンリケも、ハリーのジープを盗んだアパッチとカーチェイスの末、その魔の手に落ちた。
病院で休んでいたラクエルを見舞ったチェリーは、ラクエルに勧められるままに初めてマリファナを吸引し、ラクエルとのレズビアン行為に没頭していく。恋人ハリーが舞い戻ったアパッチと最後の死闘を演じるさ中、チェリーは初めての快楽に溺れていく。

## キャスト
- チャールズ・ネイピア：ハリー
- リンダ・アシュトン：チェリー
- ラリッサ・エリー：ラクエル
- フランク・ボルジャー：フランクリン
- バート・サントス：エンリケ
- ウッシー・ディガード：ソウル
- ロバート・エイケン：トム
- マイケラーニ：リー医師
- ミシェル・グランド：ミリー
- ジョン・ミロ：アパッチ

## 製作
メイヤーは新たなシーンを撮影した事を認めている。 彼は「出演女優の1人がパナメント・バレー（映画のロケ地）の厳しさに耐えることができなかった。彼女は2・3匹のポメラニアンを飼っていて、1日中閉じ込めて部屋を荒廃させるだけだった。田舎のホテルのいつもチル・ウィルスのように酔って、太ったオーナーは、絨毯を台無しにした彼女の「女神犬」について怒鳴った。彼女はそのような罪を犯した。最後に私たちが撮影を終える約9日前に、私は家に帰りますと言った。」と語った。
映画は撮り直しを必要とした。「彼女が去ったので、映画は良くなった」とメイヤーは言い、 「私たちは全く違う結末に辿り着かなければならなかった。彼女は去り、二度と彼女に会うことは無かった。」と続けた。